# کوندورف
کوندورف (به آلمانی: Quendorf) یک شهر در آلمان است که در گرافشافت بنتهایم واقع شده‌است. کوندورف ۵۵۸ نفر جمعیت دارد.